# Cibabat
Cibabat is een bestuurslaag in het regentschap Cimahi van de provincie West-Java, Indonesië. Cibabat telt 51.455 inwoners (volkstelling 2010).